# Peter Oliver, Baron Oliver of Aylmerton
Peter Raymond Oliver, Baron Oliver of Aylmerton (* 7. März 1921 in Cambridge; † 17. Oktober 2007) war ein britischer Jurist, der zuletzt als Lord of Appeal in Ordinary aufgrund des Appellate Jurisdiction Act 1876 als Life Peer auch Mitglied des House of Lords war.

## Leben
Oliver, dessen Vater David Thomas Oliver eine Professur für Rechtswissenschaften an der University of Cambridge innehatte und Fellow der dortigen Trinity Hall war, absolvierte nach dem Besuch von The Leys School an der Trinity Hall der University of Cambridge ebenfalls ein Studium der Rechtswissenschaften und schloss dieses 1941 als Jahrgangsbester ab. Während des Zweiten Weltkrieges leistete er zwischen 1941 und 1945 seinen Militärdienst im 12. Bataillon des Royal Tank Regiment und wurde für seine Verdienste im Zuge seines Einsatzes in Italien im Kriegsbericht erwähnt (Mentioned in Despatches).
Nach Kriegsende setzte Oliver seine juristische Ausbildung fort und nahm nach seiner anwaltlichen Zulassung bei der Rechtsanwaltskammer (Inns of Court) von Lincoln’s Inn 1948 eine Tätigkeit als Barrister auf, wobei er sich auf Wirtschaftsrecht spezialisierte. Für seine anwaltlichen Verdienste wurde er 1965 zum Kronanwalt (Queen’s Counsel) ernannt sowie 1973 sogenannter „Bencher“ der Anwaltskammer von Lincoln’s Inn.
1974 gab er seine anwaltliche Tätigkeit auf, nachdem er zum Richter in der Kammer für Wirtschaftssachen (Chancery Division) an dem für England und Wales zuständigen  High Court of Justice berufen. Dieses Richteramt bekleidete Oliver, der 1974 zugleich zum Knight Bachelor geschlagen wurde und somit den Namenszusatz „Sir“ führte, bis 1980. In dieser Zeit war er zwischen 1976 und 1980 auch Mitglied des neugegründeten Restrictives Practices Court, der sich insbesondere mit Fragen zur Stärkung des wirtschaftlichen Wettbewerbs befasste, sowie ferner von 1979 bis 1981 des Revisionskomitees der Chancery Division, in dem er zu zahlreichen Änderungen in der Spruchpraxis der Kammer beitrug.
Nach Beendigung der Richtertätigkeit am High Court of Justice erfolgte 1980 seine Berufung zum Richter (Lord Justice of Appeal) am Court of Appeal, dem für England und Wales zuständigen Appellationsgericht, an dem er bis 1986 tätig war. Daneben wurde er 1980 auch zum Privy Councillor ernannt. 
Zuletzt wurde Oliver durch ein Letters Patent vom 31. Januar 1986 aufgrund des Appellate Jurisdiction Act 1876 als Life Peer mit dem Titel Baron Oliver of Aylmerton, of Aylmerton in the County of Norfolk, zum Mitglied des House of Lords in den Adelsstand berufen und wirkte bis zu seinem Rücktritt am 31. Dezember 1991 als Lordrichter (Lord of Appeal in Ordinary).